# Михин, Алексей Никитович
Алексей Никитович Михин (1924—2000) — ефрейтор Рабоче-крестьянской Красной Армии, участник Великой Отечественной войны, Герой Советского Союза (1944).

## Биография
Родился 8 января 1924 года в посёлке Свобода (ныне — Никифоровский район Тамбовской области). После окончания неполной средней школы работал на железной дороге.
В 1942 году призван на службу в Рабоче-крестьянскую Красную Армию. С марта того же года — на фронтах Великой Отечественной войны. Участвовал в Курской битве, был контужен.
К октябрю 1943 года был орудийным номером (замковым) 4-й батареи 276-го гвардейского лёгкого артиллерийского полка 23-й гвардейской лёгкой артиллерийской бригады 5-й артиллерийской дивизии 4-го артиллерийского корпуса прорыва 61-й армии Белорусского фронта. Отличился во время битвы за Днепр. 17 октября 1943 года переправился через Днепр в районе села Любеч Черниговской области Украинской ССР. Во время переправы спас от затопления своё орудие, успешно доставив его на плацдарм и отразив потом несколько немецких контратак. 21 октября в бою у села Деражичи Гомельской области Белорусской ССР вынес из-под обстрела получившего тяжёлое ранение командира орудия, а затем вернулся к орудию и вёл огонь по противнику, отбив несколько контратак. Продолжал сражаться даже оставшись в одиночку, был тяжело ранен.
Указом Президиума Верховного Совета СССР «О присвоении звания Героя Советского Союза офицерскому и сержантскому составу артиллерии Красной Армии» от 9 февраля 1944 года за «образцовое выполнение боевых заданий командования на фронте борьбы с немецкими захватчиками и проявленные при этом отвагу и геройство» был удостоен звания Героя Советского Союза с вручением ордена Ленина и медали «Золотая Звезда».
После излечения демобилизован по ранению. Проживал и работал в Тамбове. Окончил сельскохозяйственный техникум. Умер 1 января 2000 года, похоронен на Воздвиженском кладбище Тамбова.
Был также награждён орденом Отечественной войны 1-й степени и рядом медалей.